# Akademikerhilfe

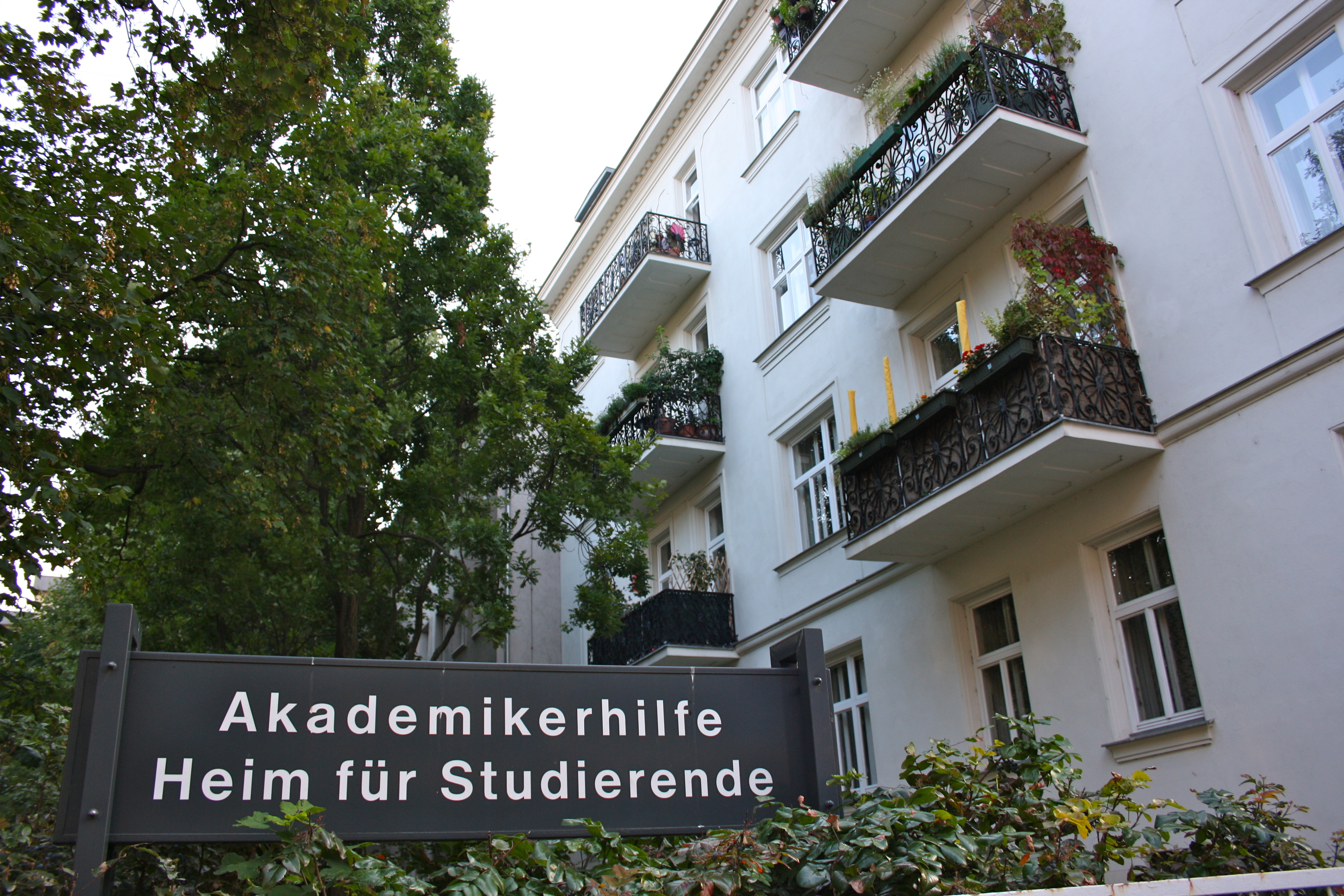
Heim für Studierende der Akademikerhilfe in Wien

Die Akademikerhilfe ist ein gemeinnütziger Verein in Österreich, der sich zum Ziel gesetzt hat, jungen Menschen den Zugang zu Bildung und zu einem christlichen Leben zu ermöglichen. Er ist mit rund 4700 Heimplätzen in 36 Heimen der größte katholische Studentenheimträger Österreichs. Der Verein wurde am 21. November 1921 gegründet und ging aus der 1918 entstandenen Fürsorgeabteilung des Katholisch-Deutschen Akademikerausschusses hervor. Das Generalsekretariat hat seinen Sitz in Wien 8, Pfeilgasse 3a.

## Geschichte
Die Geschichte der Akademikerhilfe beginnt 1918 mit der Gründung des Katholisch-Deutschen Akademikerausschusses. Diese Arbeitsgemeinschaft aller katholischen Hochschülervereinigungen Wiens, über Initiative des Studentenseelsorgers Karl Rudolf gegründet, verfolgte das Ziel der Bereitstellung billiger Quartiere. 1920 wird das erste Heim (Wien 8, Piaristengasse 45) vom Piaristenorden angemietet, ebenso ein weiteres kleines Heim in Döbling.
Die offizielle Vereinsgründung unter dem Namen Verein Akademikerhilfe folgte 1921, die Gründung von Landesorganisationen in Oberösterreich, Salzburg, Vorarlberg, Kärnten und Niederösterreich in den Folgejahren 1922 bis 1924. Die Zahl der Heimplätze stieg bis 1924 auf 150 an, verteilt auf die Häuser Wien 1, Habsburgergasse 7 (ab 1921), Wien 9, Sensengasse 2a und 3a (1923/1924) und Wien 9, Sensengasse 2a und 3a (1924).
Mit dem Ziel des Neubaus eines eigenen Studentenheimes wurde 1926 ein Baureservefonds eingerichtet. Auch Papst Pius XI spendete hierfür Geldmittel. Durch die Gründung der Baugenossenschaft „Wiener Heim“, gemeinsam mit den PP. Salvatorianern als Vermögensverwalter der PP. Barnabiten, konnte 1927 das Studentenheim in Wien 18, Michaelerstraße 11, („Wiener Heim“) mit 100 Heimplätzen mit Mitteln des Bundes-, Wohn- und Siedlungsfonds errichtet werden. Der nächste große Neubau war das Studentenheim in Wien 8, Pfeilgasse 6 im Jahr 1932 nach den Plänen von Clemens Holzmeister. Die Gesamtzahl der Heimplätze erreichet 1932 bereit 520.
Am 13. März 1938 wurden sämtliche Heime durch die NSDAP übernommen und mit Verfügung vom 20. September die Eingliederung der Akademikerhilfe in den Nationalsozialistischen Deutschen Studentenbund München und die Aufhebung ihrer Rechtspersönlichkeit eingeleitet und mit Bescheid vom 24. Mai 1939 die zwangsweise Auflösung der Akademikerhilfe rechtsgültig. Die sog. „Pfeilheime“ wurden in weiterer Folge 1939–1945 als Lazarette der Deutschen Wehrmacht genutzt, das „Wiener Heim“ als Hauptquartier des NS-Studentenbundes.
Nach Ende der Naziherrschaft 1945 wurden die Heime erst durch sowjetische, dann durch amerikanische Besatzungstruppen genutzt. Am 22. Oktober beantragten die ehemaligen Vereinsmitglieder Mayr, Kummer, Donner und Kail die Aufhebung der seinerzeit verfügten Auflösung des Vereines Akademikerhilfe. Ihre Bemühungen hatten Erfolg – am 16. Juli 1946 erfolgte die formelle Aufhebung der seinerzeit verfügten Auflösung des Vereines durch die Stadt Wien und am 11. November fand die konstituierende Generalversammlung des Vereines statt. Sehr schnell wurden wieder neue Heimplätze geschaffen und das Angebot erweitert: 1948 folgte die Übernahme des früher im Eigentum der Pollak-Rudin'schen Stiftung „Rudolfinum“ gestandenen Technikerheimes (92 Heimplätze), 1949 die Eröffnung des Studentenheimes in Wien 8, Piaristengasse 43 (32 Heimplätze) und der Ankauf der Studentenheime in Leoben, Schillerstraße 27 (100 Heimplätze) sowie in Graz, Elisabethstraße 93 (50 Heimplätze). Die Anzahl der Heimplätze wuchs von 1949 mit 274 bis 1959 mit 600 Plätzen wieder rasch an.
1952 wurde das Haus Pfeilgasse 6 und 1955 das „Wiener Heim“ durch die Besatzungsmacht freigegeben. Mit der Übereignung des Vermögens des Deutschen Studentenhilfsvereines an die Akademikerhilfe (1956) gegen die Übergabe von 2 Wohnhäusern aus dem Vermögen des Deutschen Studentenhilfsvereines und einer Barzahlung von ATS 800.000,- wurde die Grundlage für die nächsten Erweiterungsschritte gelegt. 1957 wurde das Haus Pfeilgasse 4 übernommen und das Studentenheim „Rudolfinum“ in Wien 4, Mayerhofgasse 3, von der Pollak-Rudin'schen Stiftung gekauft.
In den 1960er Jahren folgten zahlreiche Bauprojekte: Die Liegenschaft Pfeilgasse 3a (1960 Baurechtsvertrag, 1962 Ankauf des Grundstücks, 1965–1967 etappenweise Inbetriebnahme mit insgesamt 386 Heimplätzen, 1969 Aufnahme des eigenen Mensabetriebes); Graz, Elisabethstraße 93 (1961 Beginn der Bauarbeiten, 1963 Eröffnung mit 379 Heimplätzen); Wien 7, Lerchenfelder Straße 1–3 (1965 Vereinbarung mit dem Bund über die Errichtung); Wien 8, Pfeilgasse 1a (Dezember 1965 Kauf des Baugrundes und Baubeginn, 1968 Eröffnung); Wien 8, Pfeilgasse 4–6 (1967 Ankauf der Liegenschaft); Graz, Untere Schönbrunngasse (1967 Ankauf der Liegenschaft); Wien 18, Michaelerstraße 11 (ab 1969/1970 als Studentinnenheim geführt, 1974 schließlich auch angekauft).
In den Folgejahren wurden viele bestehende Heime renoviert und adaptiert, so das „Rudolfinum“ in Wien 4, Mayerhofgasse 3 (1970/71); die Kapelle im Studentenheim in Wien 8, Pfeilgasse 6 (1970); Wien 8, Pfeilgasse 4–6 (1972/73 Einbau von Bädern sowie Erneuerung des Mobiliars). Neuzugänge waren das Hotel „Schwarzes Rößl“ in Salzburg, Priesterhausgasse 6 (1971), das nun als Studentenheim mit 85 Heimplätzen geführt wurde. In Graz konnte 1973 (26. September) der Grundstein für das Heim Untere Schönbrunngasse 7–11 gelegt werden und 1975 der Neubau mit 228 Heimplätze eröffnet werden.
Das (seit 2011 nicht mehr als Studentenheim betriebene) Objekt Wien 7, Lerchenfelder Straße 1–3 wurde 1980/1981 durch Umbau eines Bürogebäudes in ein Studentenheim verwandelt und mit Beginn des Studienjahres 1981/82 eröffnet. Im selben Jahr wurden die Renovierungsarbeiten im „Wiener Heim“ in Wien 18, Michaelerstraße 11 abgeschlossen und 1981–84 die Renovierung des Heims in Wien 8, Pfeilgasse 4–6 abgewickelt. Beide Komplexe wurden 1984/85 an die Fernwärme angeschlossen.
Unter Mitarbeit der Akademikerhilfe wurde am 6. Juni 1986 das Studentenheimgesetz, Grundlage der weiteren Tätigkeiten, veröffentlicht. Der Verein wuchs weiter und im selben Jahr konnte ein Mietvertrag für das Heim in Wien 18, Starkfriedgasse 15 abgeschlossen werden. Das Heim „Rudolfinum“ in Wien 4, Mayerhofgasse 3 wurde, ebenso wie das Heim Starkfriedgasse und die Außenanlagen in Graz, Untere Schönbrunngasse 7–11, 1987/88 saniert und neu gestaltet. 1989 wurde das Angebot mit dem Kauf der Studentenheim Gesellschaft m.b.H. (Klagenfurt) erweitert.
Das Heim in Wien 18, Starkfriedgasse 15 wurde am 1. Februar 1990 gesegnet und feierlich wiedereröffnet. Im selben Jahr erfolgte die Umstellung des Heimes Graz, Elisabethstraße 93, auf Fernwärme und die Sanierung der Nasszellen im Heim Graz, Elisabethstraße 93. Größere Erweiterungen folgten 1993. Am 4. Oktober konnte das Hotel Ibis Innsbruck angekauft werden und stand ab 2. November als Studentenheim zur Verfügung. Mit 22. Dezember konnte die Liegenschaft in Linz, Pulvermühlstraße 41, für die Errichtung eines Studentenheimes mit 200 Betten angekauft werden (Beginn der Bauarbeiten 1996, Eröffnung 1. September 1999).
Die intensive Nutzung machte 1994/95 wieder eine Sanierung des „Wiener Heimes“ in Wien 18, Michaelerstraße 11 nötig. 1996 wurde mit der Unterfertigung des Mietvertrages für das Studentinnen- und Studentenwohnhaus in Wien 20, Handelskai 78–86 (Eröffnung am 1. September 1997) ein weiteres Haus in der Bundeshauptstadt gewonnen. Aber auch in Klagenfurt konnte das Studentendorf um 16 Heimplätze erweitert werden. Das bereits seit 1971 als Studentenheim betriebene „Schwarzen Rössls“ in Salzburg wurde 1997 angekauft.
Für die Studierenden in Leoben konnten mit den Häusern Schillerstraße 29 (2004 Baubeginn, 2006 Eröffnung, 2013 Renovierung), Gösserstraße 15 (2010 Eröffnung) und dem Studentenapartment-Haus Sauraugasse 2 (2013 Eröffnung) sukzessive weitere Heimplätze zur Verfügung gestellt werden.
Kleinere Erweiterungen im Jahr 2007 waren die Anmietung von 12 Heimplätzen im Wiener Priesterseminar in Wien 9, Boltzmanngasse 7 und die Anmietung des Studentenwohnhauses der Ärztekammer Steiermark in Wien 15, Matthias Schönerer Gasse 11, mit 77 Heimplätzen. Im selben Jahr begann auch die Generalsanierung des Studentenheimes in Salzburg, Priesterhausgasse 6 (Fertigstellung 2008).
2009 konnte das Studentenheim „Univercity“ (gemeinsam mit dem Deutschen Orden) in der Autonomen Provinz Bozen (Eröffnung 1. Oktober) und das Studentenheim in Graz, Münzgrabenstraße 59 eröffnet werden (Eröffnung 8. Oktober). In Wien begann die Generalsanierung des Studentenheimes Pfeilgasse 4–6 (Wiedereröffnung 2011). Die Liegenschaft in Klagenfurt, Universitätsstraße 68, mit dem Studentendorf, ging in das Eigentum der Akademikerhilfe über. 2011 wurde die Generalsanierung des Hauses in Graz, Elisabethstraße 93 (Wiedereröffnung 2013) und die Errichtung eines Heimes in Linz, Wildbergstraße 28 (mit 203 Heimplätzen) beschlossen.
Die nächsten Erweiterungen waren das Schülerinnen- und Studentinnenheim der Ursulinen in Innsbruck, Am Gießen 20 (2012 Inbetriebnahme), das Studentenheim „Canisianum“ in Innsbruck, Tschurtschenthalerstraße 7 (2013, Eröffnung 2015), der Neubau der Häuser Wien 19, Muthgasse und Wien 2, Campus WU (beide 2014), der Managementvertrag mit der Diözese Eisenstadt für das Haus der Begegnung (2014) und die Übernahme der Führung des Mozartheimes in Klagenfurt mit 149 Plätzen (2014). Gleichzeitig erfolgte der Beschluss des Vorstandes, mit 2014 den Sommerhotelbetrieb in Wien und Graz einzustellen. 2015 konnten Managementverträge zu den Häusern in Wien 9, Canisiusgasse 16 und Linz, Peuerbachstraße 28 geschlossen und das Studierendenheim Graz, Münzgrabenstraße 59 (im Eigentum von Stift Admont) erweitert werden. Es folgten Verträge mit der VOSÖ (Vereinigung von Ordensschulen Österreichs) zur Führung des Studierendenheimes in Wien 18, Weitlofgasse 4/Michaelerstraße 20 (2016) sowie zum Betrieb der Heime der KHG Wien in der Ebendorferstraße, am Währinger Gürtel und in der Zaunscherbgasse (2017). Auch für die Heime Michaelerstraße 8 und Pyrkergasse in Wien wurden 2017 Betreiberverträge abgeschlossen. Die Kongregation der Töchter der göttlichen Liebe betraute die Akademikerhilfe 2018 mit der Führung des renovierten Studentenheims in der Fasangasse in Wien. In Innsbruck wurden die Heime in der Maximilianstraße und Müllerstraße ab dem Wintersemester 2018/19 von der Akademikerhilfe betrieben. Das Studierendenheim Canisiusgasse 12–16 folgt 2019. Zu diesem Zeitpunkt betreut die Akademikerhilfe 4.475 Heimplätze in 37 Studentenheimen in sieben Standorten.
Mit der Unterzeichnung des Betreibervertrages für das Studentenheim Frau-Hitt-Straße kommt 2020 ein weiteres Haus in Innsbruck hinzu. Es folgen im selben Jahr Häuser in Wien (1. Oktober: Übernahme des Hauses in Wien 15, Linke Wienzeile 212) und Eisenstadt. Ein Großprojekt, die Renovierungsarbeiten des Flaggschiffs der Akademikerhilfe, der Pfeilgasse 3a in Wien, wird nach rund sechzig Jahren Betrieb in Angriff genommen. Auch die Umbauarbeiten im Klagenfurter Studentendorf haben im Herbst 2020 begonnen. Von den Renovierungsaktivitäten sind auch Betreiberheime betroffen: Ebendorferstraße 8, Stiege II und Bereiche der Stiege I sowie die Michaelerstraße 8 in Wien, das Canisianum und das Haus Maximilianstraße 8 in Innsbruck.
Im Jahr des 100-jährigen Vereinsjubiläums, 2021, wird der Dienstleistungsvertrag für das Studentenheim Fasangasse mit der Übernahme des Hauses in der Jacquingasse 53 (2022 Inbetriebnahme mit 15 Einzelzimmern) unterzeichnet.
Nach umfangreichen Sanierungsarbeiten können 2022 sechs Häuser mit über 1.000 Zimmereinheiten wieder in Betrieb genommen werden: Wien 1, Ebendorferstraße, das Flaggschiff der Akademikerhilfe Wien 8, Pfeilgasse 3a, Wien 18, Michaelerstraße 8 (im Eigentum der Marianisten), Innsbruck, Tschurtschenthalerstraße 7 (im Eigentum der Jesuiten,) Maximilianstraße 8 (im Eigentum des Stift Admont) sowie Klagenfurt, Universitätsstraße 68.